# Гостомельская, Анна
Анна Гостомельская (род. 9 июня 1981, Киев) — израильская спортсменка, один из лидеров национальной сборной Израиля по плаванию. Основной стиль — плавание на спине.
Начала заниматься синхронным плаванием на Украине. В 1991 году репатриировалась в Израиль. С 1992 года занималась под руководством тренера Леонида Кауфмана в национальном центре подготовки израильских спортсменов «Вингейт» (до 2000 года). С 2005 года в спортивном клубе «Маккаби Кирьят Бялик», тренируется у Эрана Гораля.
Одиннадцатикратная рекордсменка и тринадцатикратная чемпионка Израиля. На чемпионате Европы на короткой воде 2006 завоевала бронзовую медаль на дистанции 50 метров на спине.